# Opius bananipes
Opius bananipes är en stekelart som beskrevs av Fischer 1969. Opius bananipes ingår i släktet Opius och familjen bracksteklar. Inga underarter finns listade i Catalogue of Life.